# Compsophorus androplites
Compsophorus androplites là một loài tò vò trong họ Ichneumonidae.